# Europiccola Professional

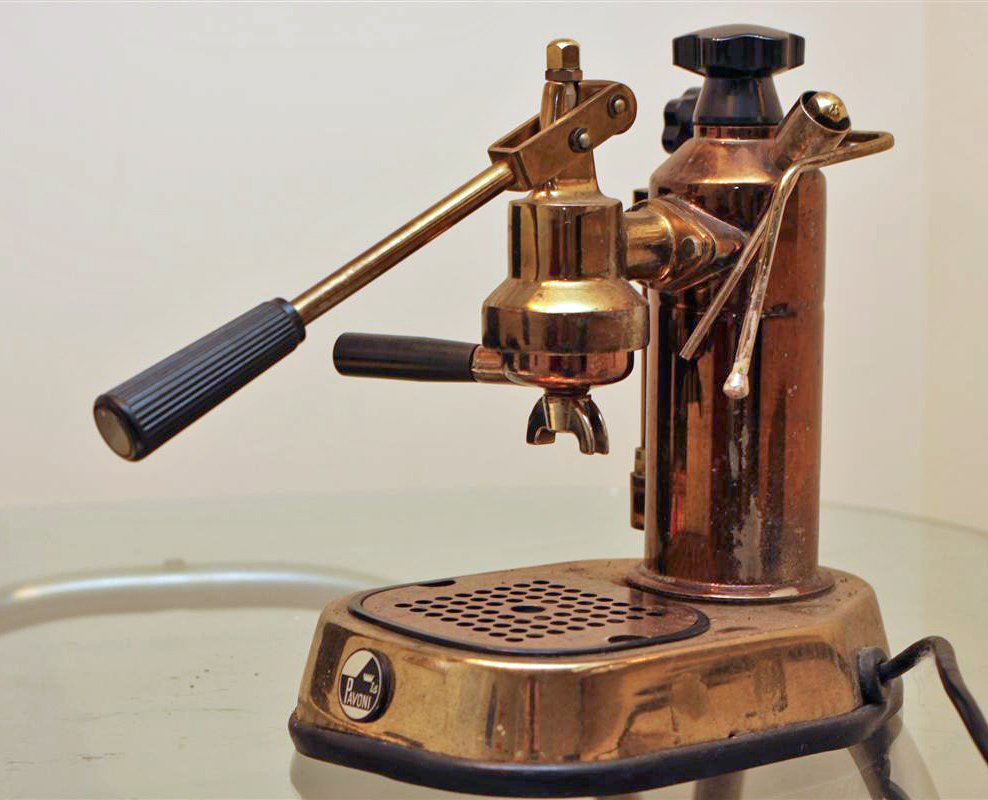
La Europiccola lanciata nel 1961 (modello in ottone)

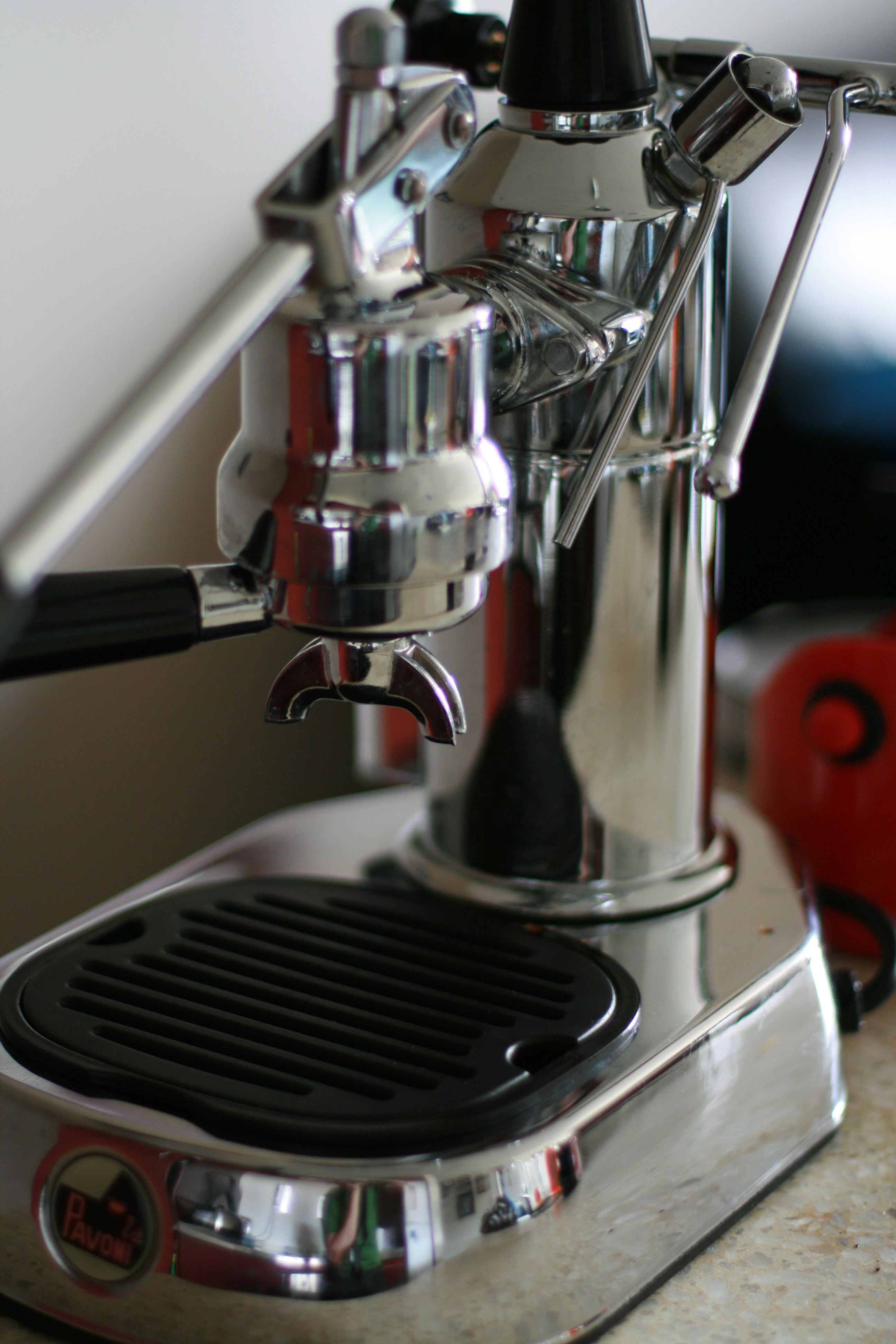
La Europiccola inox

Europiccola è la prima macchina da caffè espresso, come quelle presenti nei bar, di dimensioni e distribuzione adatta all'uso domestico.

## Storia
Prodotta nel 1961 da La Pavoni S.p.a. fu immediatamente un successo dello stile e del design italiano riconosciuto anche a livello europeo, basti pensare che già nell'anno della sua prima produzione fu esposta alla fiera di Strasburgo.
Europiccola, negli anni, subirà diversi restyling e ammodernamenti, mantenendo però invariate le sue caratteristiche peculiari: la caldaia e la leva.
Dal 1974 un esemplare di Europiccola Professional viene esposto al Museum of Modern Art di New York.
Europiccola viene individuata anche in molte produzioni hollywoodiane dagli anni '70 ad oggi: Agente 007 - Vivi e lascia morire nel 1973, Ransom - Il riscatto nel 1996, Il talento di Mr. Ripley del 1999, About a boy nel 2001, nonché nel film italiano Amore, bugie & calcetto nel 2008.
Nel 2005, per il centenario de La Pavoni, è stato effettuato un completo restyling del prodotto, che ha preso il nome di Stradivari.